# Suppasit Jongcheveevat
Suppasit Jongcheveevat (tiếng Thái: ศุภศิษฏ์ จงชีวีวัฒน์, phiên âm: Súp-pa-sít Chong-chi-vi-vát, sinh ngày 21 tháng 2 năm 1991) còn có nghệ danh là Mew (มิว), là một diễn viên, người mẫu, ca sĩ, nhạc sĩ, nhà sản xuất phim và CEO người Thái Lan. Mew Suppasit đã phát hành album đầu tay của mình có tên "365" vào năm 2021, đứng ở vị trí thứ 3 trong Bảng xếp hạng Album iTunes trên toàn thế giới. Anh cũng là nghệ sĩ Thái Lan đầu tiên lọt vào bảng xếp hạng World Digital Song Sales của Billboard với 5 bài hát lần lượt lọt vào top #4, #5, #6, #7 và 8. Bên cạnh đó anh còn là nhà sản xuất và đóng vai chính trong "The Ocean Eyes" - Loạt phim thú y thủy sinh đầu tiên ở châu Á được hợp tác sản xuất giữa Thái Lan, Trung Quốc và Mỹ.

## Tiểu sử và Học vấn
Suppasit sinh ngày 21 tháng 2 năm 1991. Cha anh tên là Boonsak Jongcheveevat và mẹ anh tên là Suporn Jongcheveevat. Anh có một em gái là Jomkwan Jongcheveevat và có nuôi một chú chó tên là Chopper.
Đối với bằng Cử nhân của mình, anh đã học tại Đại học Kasetsart, chuyên ngành kỹ thuật công nghiệp và tốt nghiệp hạng Nhất tại Đại học Kasetsart với vị trí đứng đầu (huy chương Vàng). Anh tiếp tục theo học bằng Thạc sĩ về kỹ thuật công nghiệp tại Đại học Chulalongkorn. Hiện tại, anh đang học tiến sĩ về kỹ thuật công nghiệp tại Đại học Chulalongkorn.

## Sự nghiệp

### Điện ảnh
Suppasit bắt đầu sự nghiệp diễn xuất của mình trong bộ phim BL truyền hình Thái Lan I Am Your King (2017). Trước khi bấm máy I Am Your King, Suppasit đã tham gia phiên bản Thái của chương trình thực tế Australian mock-dating reality show, Take Me Out Thailand.  Sau đó, anh cũng tham gia vào phần phụ của Take Me Out Reality Thái Lan nơi các thí sinh tham gia các hoạt động hẹn hò như hẹn hò dã ngoại, công viên giải trí, v.v.
Năm sau, Suppasit được chọn vào vai diễn trong loạt phim BL, What The Duck: The Series (2018), với tên gọi "Pree". Do sự nổi tiếng của loạt phim, đã có thông báo rằng phần thứ hai sẽ bắt đầu quay. What The Duck 2: The Final Call , được công chiếu vào ngày 18 tháng 3 năm 2019 trên LINE TV.
Vào đầu năm 2019, nó đã được thông báo rằng Suppasit sẽ vào vai "Tharn" - một trong những nhân vật chính của TharnType: The Series thuộc GMM One và dòng LINE TV. Bộ phim ngay lập tức trở nên phổ biến ở Thái Lan cũng như khán giả quốc tế.
Mew Suppasit và Gulf Kanawut đã giành giải "Cảnh hôn đẹp nhất" tại 2020 LINE TV Awards cho một cảnh trong TharnType: The Series. Suppasit và Kanawut cũng là cặp đôi BL đầu tiên xuất hiện trên tạp chí Harper's Bazaar Thái Lan số tháng 2. Do lượng người hâm mộ cố gắng đọc bài báo quá lớn, trang web của Harper's Bazaar Thái Lan đã bị sập.
Với phản ứng tích cực dành cho TharnType, phần thứ hai đã được công bố và các buổi thử vai sẽ bắt đầu vào đầu năm 2020, với việc sản xuất vào giữa năm 2020. Do đại dịch toàn cầu COVID-19, quá trình sản xuất đã bị hoãn lại để đảm bảo an toàn cho các diễn viên và đoàn làm phim. "Tharntype The Series 2: 7 Years of Love" được công chiếu vào ngày 6 tháng 11 năm 2020.
Suppasit cùng với Kanawut đã làm khách mời trong loạt phim " Why R U? " Năm 2020 với vai Tharn và Type.
Năm 2020 anh được phỏng vấn với tư cách "diễn viên Mew Suppasit" bởi HiSoParty và đã được phỏng vấn một lần nữa cho kỷ niệm 18 HiSoparty của năm 2021 với vai trò "Giám đốc điều hành Mew Suppasit studio".
Với sự nổi tiếng của Suppasit ngày càng tăng, câu lạc bộ người hâm mộ của anh ấy đã mua quyền đặt tên các ngôi sao theo tên anh ấy.
Suppasit đóng vai chính trong một bộ phim hành động ngắn có tên là Undefeated của Garena Free Fire TH, cùng với Yaya Urassaya và Luke Voyage. Nó được phát hành vào ngày 9 tháng 3 năm 2021.
Suppasit đã đóng vai chính "Maen", một người đàn ông bình thường thích giúp đỡ mọi người trong khu phố của mình mặc dù bị một số người cho là kỳ quặc, trong mini-series Super แม้น (Siêu Maen) thuộc dự án Drama For All của Thai PBS. Dự án này là một chương trình truyền hình thử nghiệm nhằm mở rộng ranh giới giao tiếp trong xã hội, trong đó những người bị rối loạn thị giác và thính giác cũng có thể thưởng thức loạt phim này. Nó được phát hành vào ngày 21–22 tháng 8 năm 2021.
Đầu năm 2023, Suppasit đóng vai chính trong bộ phim truyền hình Love Hurts phát sóng trên One31 , cùng với Davika Hoorne và Jes Jespipat,  cũng như trong loạt phim hài lãng mạn Love Me Again của VIU Thái Lan với Lapassalan Jiravechsoontornkul .  Anh sẽ đóng vai chính trong The Ocean Eyes , một loạt phim về cuộc đời của các bác sĩ thú y biển, nơi anh cũng sẽ giữ vai trò điều hành sản xuất cùng với các nhà làm phim toàn cầu Rick McCallum của bộ ba phần tiền truyện Star Wars , Herbert Primig và nhà biên kịch Henry . Gilroy cũng như bộ phim truyền hình BL hợp tác Hàn-Thái Love Is Like A Cat , với các thành viên của nhóm nhạc nam Hàn Quốc Just B , JM và Geonu, và nam diễn viên Hàn Quốc Kim Kyoung Seok.
Vào nửa cuối năm 2023, có thông báo rằng Suppasit sẽ đóng vai chính trong bộ phim chuyển thể Thái Lan của loạt phim truyền hình tâm lý học đường Nhật Bản năm 2019 Mr. Hiiragi's Homeroom, Phim thể loại Zombie The Package của TrueID và trong bản làm lại của bộ phim ca nhạc-hài-lãng mạn năm 1970, Mon Rak Luk Thung .

### Âm nhạc
Suppasit chính thức ra mắt với tư cách ca sĩ sau khi phát hành đĩa đơn đầu tiên mang tên "Season of You" vào ngày 1 tháng 8 năm 2020. Bài hát và video âm nhạc đã được ra mắt thông qua một cuộc họp báo toàn cầu với hashtag #SeasonOfYouGlobalPress xu hướng số 1 trên Twitter trên toàn thế giới và ở 16 địa điểm khác. Nó đã trở thành hashtag được tweet nhiều nhất vào ngày 1 tháng 8 với hơn 1,2 triệu lượt tweet.
Vào ngày 19 tháng 11 năm 2020, Suppasit xuất bản đĩa đơn thứ hai của mình có tựa đề "Nan Na". Trong một cuộc họp báo toàn cầu vào cùng ngày đó, anh ấy đã công bố nhiều dự án trong tương lai, bao gồm một album đầy đủ sẽ ra mắt vào năm sau và một bộ phim truyền hình mới có tựa đề 'Aquarium Man' với anh ấy là nam chính và điều hành sản xuất. Bộ phim sẽ bắt đầu được sản xuất vào năm 2021. MV cho "Nan Na" cũng đạt hơn 1 triệu lượt xem trong 22 giờ.
Vào ngày 4 tháng 2 năm 2021, Suppasit phát hành đĩa đơn thứ ba mang tên "Good day".
Suppasit phát hành đĩa đơn thứ tư mang tên "THANOS" vào ngày 14 tháng 3 năm 2021. Bài hát này là một bản ballad nói về mong muốn và khả năng biến mất khỏi cuộc đời của một ai đó. MV có sự tham gia của nữ diễn viên người Thái Lan Min Pechaya.
Vào ngày 18 tháng 6 năm 2021, Suppasit phát hành đĩa đơn thứ năm của mình mang tên "Summer Fireworks", bài hát quốc tế đầu tiên của anh ấy với phần lời hoàn toàn bằng tiếng Anh do chính anh viết lời và sáng tác. Suppasit đã viết và dành tặng ca khúc này cho một người hâm mộ tên là Summer, người đã gửi cho anh ấy một bức thư vào năm trước và đã qua đời.
Vào ngày 1 tháng 8 năm 2021, để kỷ niệm một năm ngày chính thức ra mắt với tư cách ca sĩ, Suppasit đã phát hành album đầu tay mang tên "365" cùng với video âm nhạc của đĩa đơn quảng cáo của album, "Drowning", một bài hát khác mà do chính anh ấy viết và sáng tác. Album đứng ở vị trí thứ 3 trên bảng xếp hạng album iTunes toàn cầu. Nó đứng ở vị trí số 1 ở 18 quốc gia, bao gồm cả Thái Lan và nó cũng lọt vào top 100 bảng xếp hạng ở 43 địa điểm (#2 ở Nhật Bản, #4 ở Úc và #11 ở Mỹ). Với thành công của album, Suppasit đã trở thành nghệ sĩ Thái Lan đầu tiên và duy nhất ra mắt album đạt vị trí thứ 13 trên Bảng xếp hạng nghệ sĩ kỹ thuật số toàn cầu của iTunes.
Năm trong số các bài hát trong album đã lọt vào bảng xếp hạng World Digital Song Sales của Billboard, trong đó bài hát "Drowning" đã vươn lên vị trí thứ 4, theo sát là "Missing You" với Zom Marie (số 5), "Let Me Be" ft. Autta (số 6), "more and more" (số 7) và cuối cùng là "time machine" (số 8). Suppasit là nghệ sĩ Thái Lan đầu tiên lọt vào bảng xếp hạng này. Suppasit sau đó đã được giới thiệu trong một bài báo của Forbes nói rằng thành tích Billboard của anh ấy "thường chỉ dành cho những nghệ sĩ lớn nhất và nổi tiếng nhất trên thế giới. Với màn quét sạch của mình, siêu sao người Thái Lan đã chứng minh rằng anh ấy không chỉ có một lượng người hâm mộ tận tâm sẵn sàng ủng hộ anh ấy mà còn có thể có Mỹ trong tầm ngắm của anh ấy như là quốc gia tiếp theo để chinh phục bằng nghệ thuật của anh ấy."
Suppasit đã hợp tác với ca sĩ kiêm nhạc sĩ người Mỹ Gavin Haley trong một phiên bản acoustic của bài hát The Way I Am. MV chính thức được phát hành vào ngày 25 tháng 8 năm 2021.
Suppasit còn đại diện cho Thái Lan tham gia biểu diễn tại sân khấu Asia Song Festival 2021 - Liên hoan châu Á một đại nhạc hội nhạc pop châu Á được tổ chức tại Hàn Quốc. Sự kiện được diễn ra vào ngày 9 tháng 10 năm 2021.
Vào ngày 5 tháng 10 năm 2021, Mew Suppasit Studio đã khởi động "Dự án hợp tác toàn cầu", trong đó Suppasit sẽ làm việc và hợp tác âm nhạc với nhiều nghệ sĩ quốc tế khác nhau. Đĩa đơn đầu tiên trong dự án này là SPACEMAN , do bộ đôi nhạc điện tử người Anh HONNE sản xuất và viết lời .  Suppasit đã trình diễn trực tiếp bài hát đầu tiên tại Asia Song Festival 2021 hàng năm , nơi anh được chọn là nghệ sĩ đại diện của Thái Lan.  Sau khi phát hành trên iTunes, SPACEMAN đã lọt vào bảng xếp hạng ở hơn 40 địa điểm và vươn lên vị trí số 1 tại 20 địa điểm. Nó cũng đứng thứ 7 trong bảng xếp hạng bài hát iTunes trên toàn thế giới.  NGƯỜI KHÔNG GIANlọt vào bảng xếp hạng Bài hát thịnh hành của Billboard trong 8 tuần liên tiếp, đạt vị trí thứ 2 trong bảng xếp hạng hàng tuần và số 1 trong bảng xếp hạng 24 giờ, đưa Suppasit trở thành nghệ sĩ Thái Lan và Đông Nam Á đầu tiên lọt vào bảng xếp hạng nói trên.
Trong phần thứ hai của Dự án hợp tác toàn cầu, Suppasit đã làm việc với ca sĩ kiêm nhạc sĩ Hàn Quốc Sam Kim , người ngoài việc góp giọng trong bài hát còn viết và sản xuất đĩa đơn hợp tác của họ có tựa đề " Before 4:30 (She Said...) ".  Nó lọt vào bảng xếp hạng bài hát iTunes ở 53 địa điểm, đạt vị trí số 1 tại 21 quốc gia, phá vỡ kỷ lục trước đó của Suppasit với SPACEMAN . Ngoài ra, bài hát còn đứng vị trí số 1 trong bảng xếp hạng bài hát R&B iTunes ở 41 địa điểm bao gồm cả Mỹ và vị trí thứ 10 trong bảng xếp hạng bài hát iTunes trên toàn thế giới. Video âm nhạc có sự tham gia của Suppasit và Kim cùng với Hoa hậu Hoàn vũ Thái Lan 2021 Anchilee Scott-Kemmis, được chính thức ra mắt thông qua cuộc họp báo được tổ chức tại River Park, ICONSIAM vào ngày 20 tháng 12 năm 2021. Buổi phát trực tiếp buổi họp báo đã thu hút hơn 2,9 triệu lượt xem trên trang blog tiểu blog Trung Quốc Weibo .
Before 4:30 (She Said...) ra mắt cùng lúc trên hai bảng xếp hạng Billboard dành riêng cho từng thể loại cũng như trên bảng xếp hạng Hot Trending Songs. Bài hát ra mắt ở vị trí thứ 4 trên bảng xếp hạng R&B Digital Song Sales và ở vị trí thứ 8 trên bảng xếp hạng R&B/Hip-Hop Digital Song Sales. Suppasit là nghệ sĩ Thái Lan đầu tiên đạt được thành tích này.
Năm 2022, Suppasit tiếp tục phát hành thêm hai dự án hợp tác là Forever Love với ca sĩ R&B Hàn Quốc Bumkey được phát hành vào ngày 8 tháng 7 năm 2022  và Turn Off The Alarm , ca khúc song ca rất được mong đợi của anh với Suho , trưởng nhóm Nhóm nhạc nam Hàn-Trung Exo . Việc phát hành Turn Off The Alarm chính thức được khởi động thông qua cuộc họp báo được tổ chức tại Icon Siam vào ngày 23 tháng 10 năm 2022, với sự có mặt của Suppasit và Suho tại sự kiện.

## Mew Suppasit Studio và các tác phẩm khác
Vào ngày 5 tháng 5 năm 2020, một nhóm quản lý đã được thành lập với tên gọi Mew Suppasit Studio, trong đó Suppasit là Giám đốc điều hành. Đội sẽ chịu trách nhiệm về những lần xuất hiện chính thức trong tương lai liên quan đến Suppasit và những nỗ lực của anh ấy.
Suppasit đã làm việc với hãng thời trang cao cấp của Ý Gucci, thương hiệu rượu whisky Johnnie Walker và là bạn của Maison cho thương hiệu cao cấp Bulgari của Ý. Anh là đại sứ thương hiệu của Skechers tại Đông Nam Á, là đại sứ chiến dịch cho Shopee Thái Lan, Đại sứ thương hiệu cho ThisShop, đồng đại sứ thương hiệu thiết bị gia dụng Candy Home Appliances cùng với Gulf Kanawut Traipipattanapong và cũng là một trong những người trình bày Garena Free Fire Thái Lan và Playmore Thái Lan. Năm 2021, anh được công bố là Người bạn thương hiệu và là người trình bày của Taro, món ăn nhẹ từ cá của Trung Quốc và thương hiệu mỹ phẩm và làm đẹp Yves Rocher Thái Lan. Anh ấy đã xuất hiện trên nhiều kênh truyền hình Thái Lan, bao gồm CH3 , Workpoint, CH7, ThaiPBS và một số kênh khác. Suppasit cũng đã xuất hiện trên trang bìa của một số tạp chí như L'Officiel Hommes Thailand, ELLE Thái Lan, Cosmopolitan Indonesia, OK Magazine, Kazz Magazine, Lips Garçon, Praew Magazine, The Guitar Mag, và nhiều tạp chí khác.
Suppasit cũng là người mẫu kỹ thuật số cho Ấn phẩm L'Officiel Hommes Thailand 2021 được liệt kê là Giám đốc điều hành / Diễn viên / Ca sĩ Mew Suppasit Jongcheveevat.
Vào ngày 25 tháng 12 năm 2020, nhân dịp Giáng sinh, 27 câu lạc bộ người hâm mộ của Suppasit đã có một dự án bất ngờ dành cho anh ấy bằng cách bay 200 chiếc máy bay không người lái qua Bờ sông Bến Thượng Hải để bày tỏ tình yêu của họ với anh ấy. Suppasit là nghệ sĩ Thái Lan thứ hai có dự án chế tạo máy bay không người lái.
Vào tháng 2 năm 2021, Suppasit được công bố là một trong những MC của chương trình âm nhạc mới của Workpoint TV, T-Pop Stage, cùng với June Teeratee. Chương trình được tạo ra để mang đến "trải nghiệm mới về ngành công nghiệp nhạc Pop Thái Lan", đã ra mắt sân khấu mở màn vào ngày 8 tháng 2 năm 2021 và chiếm vị trí số 1 tại Thái Lan và đứng thứ 4 trong các xu hướng trên toàn thế giới.
Vào ngày 21 tháng 2 năm 2021, Suppasit đã tổ chức một buổi hòa nhạc sinh nhật trực tuyến mang tên "MEW: Once Upon A Time B-Day Live Concert" thông qua nền tảng phát trực tiếp V Live. Người hâm mộ từ khắp nơi trên thế giới đã chuẩn bị rất nhiều dự án mừng sinh nhật như quảng cáo tàu điện ngầm, bảng quảng cáo và đèn LED cho Suppasit ở Thái Lan và nước ngoài. Suppasit cũng là nghệ sĩ Thái Lan đầu tiên có quảng cáo trên COEX Crown Media, Big Issue Korea và trên tờ báo Hàn Quốc, The Daily Sports.
Suppasit là một trong những diễn giả tại sự kiện tọa đàm kiến thức THÁI LAN TOMORROW của workpointTODAY được phát sóng vào ngày 27 tháng 3 năm 2021 thông qua một định dạng hội nghị ảo. Ông đã thảo luận về chủ đề "Quyền lực mềm" và cơ hội của ngành giải trí Thái Lan trên thị trường toàn cầu.
Vào ngày 21 tháng 4 năm 2021, Suppasit được giới thiệu là một trong những "huấn luyện viên" trên CI Talks, một nền tảng trực tuyến cung cấp các cuộc trò chuyện video và hội thảo tương tác do ngày càng nhiều người nổi tiếng và chuyên gia địa phương tổ chức. Buổi trò chuyện video độc quyền của anh ấy có tựa đề "Con đường trở thành một diễn viên và nghệ sĩ chuyên nghiệp" Lưu trữ ngày 21 tháng 11 năm 2021 tại Wayback Machine, nơi anh ấy chia sẻ hành trình trở thành một diễn viên thành công của bản thân và đưa ra những lời khuyên cho các nghệ sĩ có tham vọng. Anh ấy trở lại CI Talks vào ngày 2 tháng 6 năm 2021 để chia sẻ câu chuyện nội tâm diễn xuất của mình thông qua một cuộc phỏng vấn đặc biệt với oa hậu hoàn vũ 2019 Fahsai Paweensuda.
Vào ngày 17 tháng 5 năm 2021, Suppasit được mời làm khách mời đặc biệt trên Arirang's Simply K-Pop Con-Tour Thái Lan, nơi anh đã được phỏng vấn bởi BamBam của GOT7.
Suppasit đã đóng vai khách mời trong bài hát The Wall Song của Workpoint 23, một chương trình ca hát trong đó một "SuperStar" (ca sĩ nổi tiếng) đoán xem người hát ở phía bên kia bức tường là ai. Anh ấy xuất hiện lần đầu tiên vào ngày 26 tháng 11 năm 2020, với tư cách là người đứng sau bức tường. Vào ngày 19 tháng 8 năm 2021, chưa đầy một năm sau, anh trở lại chương trình với tư cách là "Siêu sao".

## Danh sách phim

### Phim truyền hình
| Năm  | Phim                                                       | Vai       | Đài          | Ghi chú                                                                             |  |
| ---- | ---------------------------------------------------------- | --------- | ------------ | ----------------------------------------------------------------------------------- |  |
| 2014 | Ban Tuk Kam (บันทึกกรรม)                                     | Top       | Channel 3    | Tập: La Taem (ล่าแต้ม) (Collecting point)                                             |  |
| 2014 | Ban Tuk Kam (บันทึกกรรม)                                     | Get       | Channel 3    | Tập: Game Na Rok Deead (เกมนรกเดือด) (Hot hell)                                      |  |
| 2014 | Ban Tuk Kam (บันทึกกรรม)                                     | Max       | Channel 3    | Tập: Kwam Lab(Rak)Kong Sup Tar (ความลับ(รัก)ของเซเลป) (The secret(love)of super star) |  |
| 2014 | Soot Ruk Chun La Moon (สูตรรักชุลมุน)                          | Game      | ONE 31       | Tập:4 Jao Kwang noi (เจ้ากวางน้อย) (oh! Little dear) (Guest)                          |  |
| 2014 | Rak Jing Ping Ger (รักจริงปิ๊งเก้อ)                             | Bird      | BANG CHANNEL | Tập: Happy Bad Day                                                                  |  |
| 2015 | Liam Jone (เหลี่ยมโจร)                                       | Mek       | Channel 3    | Tập: Nee Bad (หนี้บัตร) (Card debts) (Guest)                                           |  |
| 2017 | I AM YOUR KING ผมขอสั่งให้คุณ                                  | Thầy Peem | 9NAA Channel | -                                                                                   |  |
| 2018 | What The Duck รักแลนดิ้ง                                      | Pree      | LINE TV      | -                                                                                   |  |
| 2019 | What The Duck Final Call Season2                           | Pree      | LINE TV      | -                                                                                   |  |
| 2019 | TharnType The Series Từ ghét tới yêu เกลียดนักมาเป็นที่รักกันซะดีๆ | Tharn     | ONE 31       | Phát lại trên LINE TV                                                               |  |
| 2020 | Why R U The Series Vì yêu có phải không เพราะรักใช่เปล่า      | Tharn     | ONE 31       | (Khách mời cùng với) Kanawut Traipipattanapong)                                     |  |
| 2020 | TharnType 2: 7 Years of Love                               | Tharn     | ONE 31       | Phát lại trên LINE TV                                                               |  |
| 2021 | Drama for All: Super Man                                   | Man       | Thai PBS     | Phát lại VIPA.me                                                                    |  |
| 2022 | โรงงานบรรจุรัก (Factory of love)                             | Nont      | Workpoint TV | Vai chính                                                                           |  |
| TBA  | The Ocean Eyes                                             | Dr. Natee |              | Vai chính                                                                           |  |
| TBA  | Love is like a cat                                         | Piuno     | BLM app      | Vai chính                                                                           |  |
| 2023 | Love Me Again                                              | pupurim   | app Viu      | Vai chính                                                                           |  |
| 2023 | Innocent Lies                                              |           | CH7          | Khách Mời                                                                           |  |
| 2023 | Love Hurt                                                  | BanThao   | One31        | Vai chính                                                                           |  |
| 2023 | Gió Thoảng sao trời                                        | Thossapol | CH7          | Khách mời                                                                           |  |
| 2024 | Mon Rak Luk Thung                                          | Klaw      | CH3          | Vai chính                                                                           |  |
| TBA  | HOMEROOM 29 con tin (HOMEROOM 29 ตัวประกัน)                  | kru Wyn   | TrueID       | Vai chính                                                                           |  |
| TBA  | The Package                                                |           | TrueID       | Vai chính                                                                           |  |

### Phim ngắn
| Năm  | Tựa        | Vai |
| ---- | ---------- | --- |
| 2021 | Undefeated | Sho |
| 2017 | Retrospect |     |

### Quảng cáo
| Năm  | Quảng cáo truyền hình             | Ghi chú             |
| ---- | --------------------------------- | ------------------- |
| 2016 | Solmax Forte Cough syrup          | -                   |
| 2017 | Sappe Beauti Drink (Active Force) | cùng với Seo-Jiyeon |
| 2017 | KFC1150 เบอร์ของเรา                | -                   |

### TV and Chương trình
| Năm  | Tiêu đề                                   | Vai Trò       | Kênh          | ghi chú                   |
| ---- | ----------------------------------------- | ------------- | ------------- | ------------------------- |
| 2017 | Take Me Out Thailand                      | Guest         | TV Thunder    | EP. 17 S11                |
| 2017 | Take Me Out Reality                       | Cast Member   | TV Thunder    | S2 EPs. 1-5               |
| 2020 | 6 Scenes (หกฉากครับจารย์)                   | Regular Guest | Workpoint TV  | -                         |
| 2020 | Preawpak 2020 (เปรี้ยวปาก 2563)             | Guest         | Channel 3     | EPs. 1, 48                |
| 2020 | The Wall Song (The Wall Song ร้องข้ามกำแพง) | Guest         | Workpoint TV  | EP. 12                    |
| 2020 | WOODY SHOW                                | Guest         | Channel 7     | EP. 7                     |
| 2021 | Sound Check                               | Guest         | One 31        | EPs. 2, 43                |
| 2021 | T-POP STAGE                               | MC            | Workpoint TV  | 8 February – 5 April 2021 |
| 2021 | Follow My Fellow                          | Cast Member   | POPS Thailand | EPs. 1–5, 32-34           |
| 2021 | Eat Am R (อาพากิน)                         | Guest         | One 31        | EP. 3                     |
| 2021 | ก็มาดิคร้าบ (JOKER FAMILY)                   | Guest         | Workpoint TV  | EP. 8                     |
| 2021 | Hollywood Game Night Thailand             | Guest         | Channel 3     | EP. 12                    |
| 2021 | ตีท้ายครัว (Tee Tai Krua)                    | Guest         | Channel 3     | -                         |
| 2021 | The Money Drop Thailand                   | Guest         | Channel 7     | EP. 67                    |
| 2021 | THE FANDOM                                | Guest         | Channel 3     | EP. 10                    |
| 2021 | The Wall Song (The Wall Song ร้องข้ามกำแพง) | Guest         | Workpoint TV  | EP. 50                    |
| 2021 | I Can See Your Voice Thailand             | Guest         | Workpoint TV  | EP. 285                   |
| 2021 | ตามสัญญา (Journey of Life)                 | Guest         | PPTV HD 36    | EP. 98                    |
| 2022 | ศึกมายากล (Magic Wars)                     |               | Workpoint TV  |                           |
|      |                                           |               |               |                           |

## Danh sách đĩa nhạc

### Bài Hát
| Ngày                      | Bài hát                   | Nghệ sĩ                                                   | Ghi chú |
| ------------------------- | ------------------------- | --------------------------------------------------------- | ------- |
| Ngày 1 tháng 8 năm 2020   | Season of You (ทุกฤดู)      | Đĩa đơn đầu tiên                                          | [ 21 ]  |
| Ngày 19 tháng 11 năm 2020 | Nan Na                    | Đĩa đơn thứ hai đệm bởi NICECNX                           | [ 22 ]  |
| Ngày 4 tháng 2 năm 2021   | Good Day                  | Đĩa đơn thứ ba                                            | [ 23 ]  |
| Ngày 14 tháng 3 năm 2021  | Thanos                    | Đĩa đơn thứ tư                                            | [ 24 ]  |
| Ngày 18 tháng 6 năm 2021  | Summer Fireworks          | Đĩa đơn thứ năm                                           | [ 25 ]  |
| Ngày 1 tháng 8 năm 2021   | Drowning                  | Đĩa đơn thứ sáu/Đĩa đơn quảng bá Album                    | [ 26 ]  |
| Ngày 17 tháng 10 năm 2021 | SPACEMAN                  | Global Collaboration Project (phối và viết lời bởi HONNE) | [ 27 ]  |
| Ngày 20 tháng 12 năm 2021 | Before 4:30 (She Said...) | 2nd Global Collaboration Project (với Sam Kim)            | [ 28 ]  |
| Ngày 8 tháng 7 năm 2022   | Forever love              | 3nd Global Collaboration Project (với Bumkey )            |         |
| Ngày 23 Tháng 10 năm 2022 | Turn off the alarm        | 4nd Global Collaboration Project (với SUHO)               |         |

### Album
| Ngày phát hành          | Tên Album | Danh sách bài hát | Ghi chú |
| ----------------------- | --------- | --- | ------- |
| Ngày 1 tháng 8 năm 2021 | 365       | 1. Good Day 2. THANOS 3. Missing You (ft. Zom Marie) 4. Nan Na (ft. NICECNX) 5. Drowning 6. Time Machine 7. Summer Fireworks 8. Let Me Be (ft. AUTTA) 9. More and More 10. Season of You |         |

### Nhạc Phim
| Năm  | Tiêu Đề           | Nhạc phim                     |
| ---- | ----------------- | ----------------------------- |
| 2022 | Our Time          | เวลากามเทพ (Cupid's Time) OST |
| 2023 | พร้อมทำแทนได้ทุกอย่าง | Ox. TANMAN - แทนแมน ทำแทนได้   |
|      | บรรเทา            | รักร้าย ( Love Hurts ) OST      |

### Các dự án âm nhạc khác
| Ngày                     | Bài hát                                    | Ghi chú                                            | Tham khảo |
| ------------------------ | ------------------------------------------ | -------------------------------------------------- | --------- |
| Ngày 26 tháng 6 năm 2019 | คุณครับ (You)                                | TunwalaixTharnType                                 |           |
| Ngày 6 tháng 1 năm 2020  | ขอแค่เธอ (Hold Me Tight) (Acoustic Version) | Ost.TharnType The Series เกลียดนักมาเป็นที่รักกันซะดีๆ     |           |
| Ngày 8 tháng 9 năm 2020  | Season of You (ทุกฤดู)                       | Live in a day                                      |           |
| Ngày 9 tháng 9 năm 2020  | กาลครั้งหนึ่ง + Season of You                  | SingสิBro EP1 (vùng với Stamp Apiwat)               | [ 29 ]    |
| Ngày 16 tháng 9 năm 2020 | เจ้าหญิง Cover                               | Mew Suppasit x 1jakkawal                           | [ 30 ]    |
| Ngày 8 tháng 12 năm 2020 | At My Worst (Cover)                        | Nguyên gốc của Pink Sweat$                         | [ 31 ]    |
| Ngày 6 tháng 1 năm 2021  | Just The Way You Are (Cover)               | Nguyên gốc của Bruno Mars                          | [ 32 ]    |
| Ngày 20 tháng 6 năm 2021 | บอกฉัน (Tell Me)                            | JOOX "100x100" Season 3 Special                    | [ 33 ]    |
| Ngày 6 tháng 8 năm 2021  | ก่อนรักกลายเป็นเกลียด (Love-Hate)              | Violette Wautier x Mew Suppasit (Free Fire 4 FEST) | [ 34 ]    |
| Ngày 25 tháng 8 năm 2021 | The Way I Am                               | với Gavin Haley                                    | [ 35 ]    |
| Ngày 7 tháng 9 năm 2021  | ผิดที่เป็นฉัน (Wrong to be me)                  | INDIGO x MEW SUPPASIT (INDIGO BAND Official)       | [ 36 ]    |
| Ngày 21 tháng 9 năm 2021 | Bad Habits (Cover)                         | Nguyên gốc của Ed Sheeran                          | [ 37 ]    |

### Xuất hiện trong video âm nhạc
| Năm  | Bài hát                                                       | Nghệ sĩ                       |
| ---- | ------------------------------------------------------------- | ----------------------------- |
| 2009 | จะรักหรือไม่รัก Feat.กระแต (Will you love me or not?) Feat.Kratae | Dr.Fuu                        |
| 2011 | คำถามอยู่ที่ฉัน คำตอบอยู่ที่เธอ (Question is on me, answer is on you.) | Pancake (Band)                |
| 2012 | แฟนน่ารัก (Pretty boyfriend)                                    | Olives                        |
| 2017 | ภาพถ่าย (Photograph)                                           | Retrospect                    |
| 2020 | It takes two                                                  | STAMP                         |
| 2021 | Blush                                                         | Zom Marie                     |
| 2021 | ไม่ต้องพยายาม (Don't Try)                                       | The Glass Girls (Unit Grande) |

## Thành tích và Giải Thưởng
Vào tháng 9 năm 2020, Suppasit đã được xuất bản trên trang bìa của Cosmopolitan Indonesia cho số báo kỷ niệm 23 năm của họ. Anh là mỹ nam đầu tiên được lên trang bìa của Cosmopolitan Indonesia  cũng như là nam giới Thái Lan đầu tiên xuất hiện trên trang bìa của tạp chí ELLE Thái Lan.
Vào ngày 25 tháng 9 năm 2020, Suppasit đã có buổi TED Talk về Lòng tự trọng với TedxKasetsartU.
Suppasit xếp ở vị trí thứ 11 trong danh sách 100 người đàn ông đẹp trai nhất năm 2020 do Top Beauty World bình chọn.
Suppasit được Tạp chí Howe Magazine  đưa vào danh sách "50 người có ảnh hưởng" trong số thứ 102, quy tụ 50 người có ảnh hưởng nổi tiếng, doanh nhân và giám đốc điều hành đã đạt được thành công trong nhiều lĩnh vực. Ông cũng được liệt kê là một trong những Voices mạnh mẽ  POP Powerful Voices in Crisis bởi  THE STANDARD POP  mang đến cho sự công nhận cho các nghệ sĩ, bên cạnh sáng tạo nghệ thuật trong ngành công nghiệp giải trí, cũng sử dụng "quyền lực" của họ và "tiếng nói" để nói ra và tạo ra một tác động nào đến xã hội trong thời kỳ khủng hoảng.
Sau khi phát hành album đầu tay mang tên 365 vào ngày 1 tháng 8 năm 2021, một năm sau khi ca sĩ ra mắt, Suppasit đã chiếm lĩnh một nửa bảng xếp hạng Top 10 Billboard's Worldwide Digital Song Sales với tất cả năm bài hát mới phát hành của anh ấy trong bảng xếp hạng album số 4-8. ; mang về cho anh ấy danh hiệu " "Multi-Hyphenate Thai Superstar " từ Forbes và World Music Awards . Suppasit là thần tượng Thái Lan đầu tiên và duy nhất đạt được những điều này.

## Fanmeeting

### Thái Lan
| Năm  | Chương trình                                         | Ngày       | Địa điểm                       |
| ---- | ---------------------------------------------------- | ---------- | ------------------------------ |
| 2020 | Mew Special Hour                                     | 2 tháng 2  | M Theater                      |
| 2020 | TharnType The Series Fanmeeting in Bangkok           | 9 tháng 2  | Union Hall                     |
| 2020 | MSS Across the Universe Showcase presented by Nissin | 20 tháng 9 | KBank Siam Pic-Ganesha Theatre |

### Quốc tế
| Năm  | Chương trình                                           | Ngày       | Địa điểm                                |
| ---- | ------------------------------------------------------ | ---------- | --------------------------------------- |
| 2020 | MEW & I: Mew Suppasit 1st Live and Meet in Manila 2020 | 15 tháng 2 | Teatrino Promenade, Manila, Philippines |

## Giải thưởng
| Năm  | Giải thưởng                                  | Thể loại                                                | Kết quả   | Đề cử                 |
| ---- | -------------------------------------------- | ------------------------------------------------------- | --------- | --------------------- |
| 2020 | 2020 LINE TV Awards                          | Cảnh hôn xuất sắc                                       | Thắng     | TharnType: The Series |
| 2020 | Kazz Awards 2020                             | Nam nghệ sĩ trẻ của năm                                 | Thắng     | TharnType: The Series |
| 2020 | Kazz Awards 2020                             | Cặp đôi xuất sắc của năm                                | Đề cử     | TharnType: The Series |
| 2020 | Kazz Awards 2020                             | Cảnh xuất sắc                                           | Thắng     | TharnType: The Series |
| 2020 | Howe Awards 2019                             | Cặp đôi xuất sắc                                        | Thắng     | TharnType The Series  |
| 2020 | Thai Crazy Awards 2020                       | Cặp đôi xuất sắc                                        | Thắng     | TharnType The Series  |
| 2020 | Maya Awards 2020                             | Cặp đôi xuất sắc                                        | Thắng     | TharnType: The Series |
| 2020 | Maya Awards 2020                             | Ngôi sao nam                                            | Thắng     | TharnType: The Series |
| 2020 | Shopee Live Mega Festival 2020               | Cặp đôi xuất sắc                                        | Thắng     |                       |
| 2020 | Vogue Beauty Readers' Choice Awards 2020     | Fresh Face of 2020                                      | Thắng     |                       |
| 2020 | Zoomdara Awards & Showcase 2020              | Zoomdara of the Year Award, People's Favorite           | Thắng     |                       |
| 2020 | True Insider                                 | Xuất sắc năm 2020                                       | Thắng     |                       |
| 2021 | Thairath_Ent                                 | Cặp đôi xuất sắc của năm                                | Thắng     |                       |
| 2021 | T-Pop Stage                                  | Bài hát của tuần (Tuần 1)                               | Thắng     | Good Day              |
| 2021 | T-Pop Stage                                  | Bài hát của tuần (Tuần 2)                               | Thắng     | Good Day              |
| 2021 | T-Pop Stage                                  | Bài hát của tuần (Tuần 6)                               | Thắng     | Thanos                |
| 2021 | T-Pop Stage                                  | Bài hát của tuần (Tuần 20)                              | Thắng     | Summer Fireworks      |
| 2021 | T-Pop Stage                                  | Bài hát của tuần (Tuần 21)                              | Thắng     | Summer Fireworks      |
| 2021 | JOOX Thailand Music Awards                   | Top Social Artist of the Year                           | Đề cử     |                       |
| 2021 | T-POP Stage Show                             | Bài hát của tuần (Tuần 9)                               | Đoạt giải | Spaceman              |
| 2021 | Maya Awards 2021                             | Charming boy                                            | Đề cử     |                       |
| 2021 | Maya Awards 2021                             | Cặp đôi xuất sắc                                        | Đề cử     |                       |
| 2021 | Maya Awards 2021                             | Nghệ sĩ đơn                                             | Đề cử     |                       |
| 2021 | Zoomdara Awards 2021                         | Nghệ sĩ đơn                                             | Đề cử     |                       |
| 2021 | Howe Awards 2020                             | New Generation Award (Giải thưởng Thế hệ mới)           | Đoạt giải |                       |
| 2021 | Howe Awards 2020                             | Best Male Singer (Nam ca sĩ xuất sắc nhất)              | Đoạt giải |                       |
| 2022 | Thailand Zocial Awards 2022                  | Best Male Artist                                        | Đoạt giải |                       |
| 2022 | Zoomdara Awards 2021                         | Best Solo Artist of the Year                            | Đoạt giải |                       |
| 2022 | 18th Kom Chad Luek Awards                    | Popular Thai International Singer                       | Đoạt giải |                       |
| 2022 | 18th Kom Chad Luek Awards                    | Popular Actor                                           | Đoạt giải |                       |
| 2022 | JOOX Thailand Music Awards 2022              | Top Social Artist of the Year                           | Đoạt giải |                       |
| 2022 | The Guitar Mag Awards 2021                   | New Wave of the Year                                    | Đoạt giải |                       |
| 2022 | Maya Entertain Awards 2022                   | Hot Star of the Year                                    | Đoạt giải |                       |
| 2022 | iải thưởng Người đàn ông của năm của GQ 2022 | Xu hướng hàng đầu                                       |           |                       |
| 2023 | Giải thưởng hàng đầu Châu Á 2023             | Nam diễn viên xuất sắc nhất (loạt phim Yêu tôi lần nữa) | Đoạt giải |                       |